# Alexandria Mills
Alexandria Mills (sinh ngày 8 tháng 10 năm 1992) tại Louisville, tiểu bang Kentucky, Hoa Kỳ. Cô giành chiến thắng trong cuộc thi Hoa hậu Thế giới và trở thành người Mỹ thứ 3 chiến thắng trong cuộc thi này nhân dịp kỷ niệm 60 năm của cuộc thi.

## Cuộc sống hiện tại
Mills 18 tuổi vừa mới tốt nghiệp trung học và mong muốn trở thành một giáo viên. Mills cũng là một người mẫu và đang cộng tác cho công ty người mẫu Elite Mỹ.

## Hoa hậu Thế giới 2010
Là đại diện cho đất nước cờ hoa tại cuộc thi Hoa hậu Thế giới 2010 tại thành phố Tam Á, Trung Quốc Mills đã đạt danh hiệu Á hậu thứ nhất trong phần thi Hoa hậu Bãi biển diễn ra ngày 19 tháng 10, Á hậu 2 phần thi Hoa hậu Siêu mẫu diễn ra ngày 23 tháng 10 và danh hiệu Hoa hậu Thế giới 2010 vào ngày 30 tháng 10 năm 2010 sau khi đánh bại đối thủ nặng ký là Mariann Birkedal từ Na Uy.

## Liên kết
- Trang chủ của cuộc thi Hoa hậu Thế giới